# 段氏安
孝昭皇后（越南语：／；1601年—1661年7月12日），名段氏安（越南语：／），越南鄭阮紛爭時期阮主阮福瀾的正室。
段氏安是廣南延福縣人，其父是石郡公段公雁，母為武氏成。阮福瀾曾隨父親阮福源出巡廣南，阮福瀾泛舟遊玩，夜間停泊在殿洲磯垂釣，此時正是段氏安年剛及笄之時，月夜外出采桑，對月唱歌，被阮福瀾聽到，使人訪求，因而納入府邸。段氏安生下阮太宗阮福瀕。永壽四年六月十七日（1661年7月12日），段氏安去世，壽61歲。景興五年四月十二日（1744年5月23日），武王阮福濶追贈為貞淑慈靜惠妃（越南语：／），後追加敏睿二字，為貞淑慈靜敏睿惠妃（越南语：／）。
嘉隆五年六月初八日（1806年7月23日），阮福映追尊段惠妃為貞淑慈靜敏睿惠敬孝昭皇后（越南语：／），葬於永延陵，並安其神主於太祖廟右一室。

## 冊文
嘉隆五年（1806年），皇后冊文：
宗廟之禮，敬其所尊，愛其所親。于以報功，而崇德也。欽惟貞淑慈靜敏睿段惠妃殿下，齊媚芳儀，貞純韙範。坤元合德，化始庭闈。震夙凝祥，慶延社稷。福履綏成，奕世無極。今仰憑靈貺，再造鴻圖。虔奉徽章，式隆美業。謹奉金冊，上尊號曰貞淑慈靜敏睿惠敬孝昭皇后。伏惟陟降洋洋，光膺顯號。永綿介祉，申錫無疆。